# 1088 هـ
1088 هـ هي سنة في التقويم الهجري امتدت مقابلةً في التقويم الميلادي بين سنتي 1677 و1678.

## مواليد
- الملوي
- حسين خوجة الحنفي

## وفيات
- صائب التبريزي
- محمد مؤمن الأسترآبادي
- سعيد بن عبد الله المنداسي
- محمد الخلوتي